# John Hewie
John Hewie, właśc. John Davison Hewie (ur. 13 grudnia 1927 w Pretorii, zm. 11 maja 2015 w Bostonie) – szkocki piłkarz występujący na pozycji obrońcy, a także trener.

## Kariera klubowa
Hewie karierę rozpoczął w 1947 roku w południowoafrykańskim zespole Arcadia Shepherds. W 1949 roku przeszedł do angielskiego Charltonu Athletic, którego zawodnikiem był do 1966 roku. Do sezonu 1956/1957 występował z nim w rozgrywkach Division One, a następnie, po spadku z ligi, w rozgrywkach Division Two. W 1960 roku przebywał na wypożyczeniu w Arcadii Shepherds.
W 1966 roku Hewie wrócił do Arcadii, której barwy tym razem reprezentował w latach 1966–1967. Następnie grał w amatorskim angielskim zespole Bexley United, a także ponownie w Arcadii, gdzie w 1971 roku zakończył karierę.

## Kariera reprezentacyjna
W reprezentacji Szkocji Hewie zadebiutował 14 kwietnia 1956 w zremisowanym 1:1 meczu British Home Championship z Anglią, a 8 maja 1957 w wygranym 4:2 pojedynku eliminacji do mistrzostw świata 1958 z Hiszpanią strzelił swojego pierwszego gola w drużynie narodowej.
W 1958 roku został powołany do kadry na mistrzostwa świata. Zagrał na nich w spotkaniach z Jugosławią (1:1) i Francją (1:2), a Szkocja zakończyła turniej na fazie grupowej.
W latach 1956–1960 w drużynie narodowej Hewie rozegrał 19 spotkań i zdobył 2 bramki.

## Kariera trenerska
W swojej karierze trenerskiej Hewie prowadził zespoły Bexley United oraz Arcadia Shepherds.